# 188446 Louischevrolet
188446 Louischevrolet este un asteroid din centura principală de asteroizi.

## Descriere
188446 Louischevrolet este un asteroid din centura principală de asteroizi. A fost descoperit pe 17 aprilie 2004 la Nogales de Michel Ory. Asteroidul prezintă o orbită caracterizată de o semiaxă mare de 2,40 ua, o excentricitate de 0,14 și o înclinație de 7,3° în raport cu ecliptica.